# Isochinolina
L'isochinolina è una sostanza organica aromatica eterociclica; fu isolata per la prima volta nel 1885 dalla distillazione di catrami. È un isomero strutturale della chinolina.

## Proprietà
Da liquida, l'isochinolina si presenta come incolore e igroscopica, mentre allo stato solido può apparire marroncina nel caso fossero presenti impurezze. La sua solubilità in acqua è scarsa, ma si dissolve bene in classici solventi organici quali acetone, etanolo, etere dietilico o metil-t-butil etere; si dissolve anche in soluzioni acquose di acidi, protonandosi sull'atomo di azoto.
È una base debole, con pKa pari a 5,14.